# پل بریرز
پل بریرز (انگلیسی: Paul Brears؛ زادهٔ ۲۵ سپتامبر ۱۹۵۴) بازیکن فوتبال است.